# Deutsch-Polnische Industrie- und Handelskammer
Die Deutsch-Polnische Industrie- und Handelskammer (AHK Polen) (poln. Polsko-Niemiecka Izba Przemysłowo-Handlowa, AHK Polska) ist eine der 140 deutschen Auslandshandelskammern (AHK), anerkannt vom Deutschen Industrie- und Handelskammertag (DIHK) und der polnischen Nationalen Wirtschaftskammer (Krajowa Izba Gospodarcza, KIG). Die Hauptaufgaben der AHK Polen bestehen in der Unterstützung deutscher Unternehmen auf dem polnischen und polnischer Unternehmen auf dem deutschen Markt bzgl. Markteintritt, Geschäftserweiterung und Interessenvertretung.
Die Grundlage der Gründung dieser binationalen Kammer ist die "Gemeinsame Erklärung" vom deutschen Bundeskanzler Helmut Kohl und dem polnischen Premierminister Tadeusz Mazowiecki von 14. November 1989. Die AHK Polen ist mit ca. 1000 Mitgliedsunternehmen die größte bilaterale Kammer in Polen.

## Geschichte

### Gründung
Am 2. November 1990 wurde das Delegiertenbüro der deutschen Wirtschaft in Polen aufgrund der gemeinsamen Erklärung des Bundeskanzlers Helmut Kohl und des Ministerpräsidenten Tadeusz Mazowiecki vom 14. November 1989, Pkt. 37, Satz 3f. gegründet. Zum Leiter des Vorläufers der bilateralen Industrie- und Handelskammer wurde Hans-Jürgen Weber berufen. 
Bei der Gründungsversammlung der Deutsch-Polnischen Industrie- und Handelskammer am 15. September 1994 wählten über 200 anwesende Mitgliedervertreter Jan Kulczyk (Kulczyk Holding) zum ersten Präsidenten der AHK Polen, den Posten des Gründungsgeschäftsführers übernahm Hans-Jürgen Weber. Während einer Gala im Warschauer Königsschloss eröffneten Bundeskanzler Helmut Kohl und polnischen Ministerpräsident Józef Oleksy am 7. Juli 1995 offiziell die Deutsch-Polnische Industrie- und Handelskammer.
Nach dem Ausscheiden von Hans-Jürgen Weber wurde am 1. Oktober 1995 Thomas Hardieck zum neuen Hauptgeschäftsführer der AHK Polen ernannt. Zum 1. Juni 1997 wurde die AHK Polen mit der Vertretung der Arbeitsgemeinschaft industrieller Forschungsinstitute (AiF) in Polen beauftragt, dieses Projekt endete am 31. Dezember 2008. 1998 überschritt die Mitgliederzahl die 500-Marke, wodurch die AHK Polen zur größten bilateralen Kammer in Polen wurde. Gabriela Jaworek löste am 1. Juni 1999 Thomas Hardieck als Hauptgeschäftsführerin der Handelskammer ab. Im Rahmen einer Gruppenzertifizierung nach ISO-9002 wurde die AHK Polen am 1. Januar 2000 zertifiziert. 

### Entwicklungen im neuen Jahrtausend
Nach 10 Jahren fand im Mai 2004 ein Wechsel an der Spitze der AHK Polen statt. Die Mitgliederversammlung wählte Wojciech Kostrzewa (BRE Bank S.A., später: ITI Corporation) zum neuen Präsidenten. Nach seinem Ausscheiden aus dem Vorstand wurde Jan Kulczyk zum (ersten) Ehrenpräsidenten der Kammer in geheimer Wahl gewählt. Am 1. Januar 2005 wurde Lars Bosse neuer Hauptgeschäftsführer der AHK Polen, nachdem Gabriela Jaworek am 25. Oktober 2004 ihr Rücktrittsgesuch eingereicht hatte. Das erste Regionalbüro der Handelskammer in Kattowitz wurde am 1. März 2005 eröffnet. Leiterin des Büros wurde Katarzyna Siwek.
Im Sommer 2005 unterzog sich die AHK Polen erfolgreich einer Einzelzertifizierung nach ISO 9001:2000. Im Sommer feierte die Kammer im Warschauer Königsschloss in Anwesenheit von Bundespräsident Horst Köhler ihr zehnjähriges Gründungsjubiläum.
Lars Bosse wurde am 1. Juli 2006 in seiner Funktion als Hauptgeschäftsführer der Handelskammer zum offiziellen Repräsentanten des Freistaates Bayern in Polen. Am 14. September 2006 wurde das zweite Regionalbüro der AHK Polen in Breslau poln. Wrocław eröffnet, Leiterin des Büros wurde Iwona Makowiecka. Nach einer Amtsperiode und drei Perioden im Vorstand wurde Wojciech Kostrzewa (zunächst Commerzbank Polska, dann ITI S.A.) am 25. April 2007 als Präsident der AHK Polen von Burghardt Bruhn (Bayer Polska) satzungsgemäß abgelöst. Am 1. Januar 2008 wurde die AHK Polen mit der Vertretung des Deutschen Weininstitut in Polen beauftragt. Gleichzeitig wurde sie als der Vertreter von Invest-In-Germany (Vorläufer von "German Trade and Invest") für Polen benannt.
Das Kattowitzer Regionalbüro zog am 1. Dezember 2008 nach Gliwice um, Leiterin des Büros blieb Katarzyna Siwek. Am 31. Dezember 2009 wurde die Vertretung der Arbeitsgemeinschaft industrieller Forschungsinstitute (AiF) in Polen aufgelöst. Die Vertretung der "Deutsche Zentrale für Tourismus" in Polen übernahm die AHK Polen am 1. Januar 2010. Im April 2010 trat Piotr M. Sliwicki die Nachfolge des nicht wieder kandidierenden Präsidenten Burghardt Bruhn an, der in den Ruhestand trat. Bei seinen satzungsmäsigen Ausscheiden aus dem Vorstand im Jahre 2013 wurde Piotr Śliwicki zum (zweiten) Ehrenpräsidenten ernannt. Seine Nachfolger waren Peter Baudrexl (2013-2018, Ehrenpräsident seit 2020), Präsident von Siemens in Polen, und Anna Włodarczyk-Moczkowska (2018–2020), Präsidentin der Wiener TU S.A. Vienna Insurance Group. Seit Juni 2020 ist Markus Baltzer, Vorstandsvorsitzender der Bayer Sp. z o.o. in Polen, Präsident der AHK Polen. Michael Kern – zuvor AHK Slowakei in Pressburg/Bratislava – wurde am 15. November 2010 neuer Hauptgeschäftsführer und Geschäftsführendes Vorstandsmitglied für den nach Deutschland zurückkehrenden Lars Bosse. Seit Juni 2019 ist Lars Gutheil Geschäftsführendes Vorstandsmitglied.

## Struktur und Organisation

### Präsident
- Markus Baltzer

### Aufgaben
Die Organisation hat den Zweck, die deutsche sowie die polnische Wirtschaft über die beiden Märkte zu informieren und sie beim Markteinstieg zu unterstützen. Um dieses Ziel zu erreichen, bietet die AHK Polen zahlreiche Dienstleistungen an.

### Mitgliedschaft

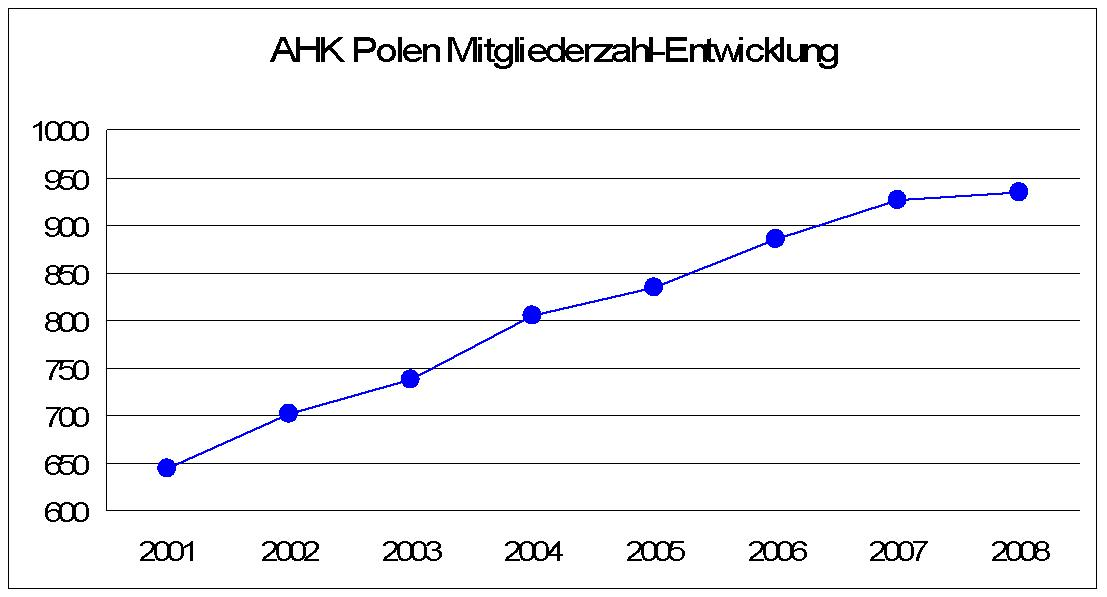
Mitgliederzahlen der Deutsch-Polnischen Industrie- und Handelskammer

Jedes Unternehmen oder jede Organisation, die auf dem deutschen und/oder polnischen Markt tätig ist, kann Mitglied werden. Im Rahmen der Mitgliedschaft werden Firmen in das Kontaktnetzwerk der AHK Polen aufgenommen, erhalten Zugriff auf neueste Informationen über Polen und Deutschland, Rabatte bei der Inanspruchnahme von Dienstleistungen der AHK Polen, Möglichkeiten der Präsentation in den Kammermedien sowie Teilnahmemöglichkeiten an zahlreichen Veranstaltungen der AHK Polen, wie Treffen mit Politikern, Fachausschüssen und dem regelmäßigen Netzwerktreffen.

## Veröffentlichungen
Die Kammer hat verschiedene eigene Medien entwickelt. Dazu gehören zwei kostenlose monatliche Newsletter (wirtschaftlich und rechtlich-steuerlich) sowie die Zweimonatsschrift „Wi – Wirtschaftsnachrichten“. Die Medien berichten aktuell über die Projekte und Ereignisse in der Kammer und bieten Werbemöglichkeiten für Mitglieds- und Nicht-Mitgliedsunternehmen.